# Francisco Rebolledo
Francisco Rebolledo López  (Ciudad de México, 8 de noviembre de 1950-Cuernavaca, 17 de abril de 2025) fue un escritor mexicano, autor de novelas, cuentos, poemas, una biografía y dos volúmenes de divulgación científica. Su novela Rasero o El sueño de la razón (1993) obtuvo el Premio Pegaso de Literatura para América Latina (1994), así como el Premio Critic's Choice Award en 1995.
El crítico literario Christopher Domínguez Michael calificó Rasero, junto a Terra nostra (1975) de Carlos Fuentes y Noticias del imperio (1987) de Fernando del Paso, como "pieza señera de un tipo heterodoxo de narración metahistorica propia de la literatura latinoamericana".

## Datos biográficos
Estudió Química en la Universidad Nacional Autónoma de México. En esa misma institución realizó estudios de posgrado en la División de Estudios Superiores de la Facultad de Filosofía y Letras. Es, además de escritor, catedrático, investigador y traductor. Pertenece al Sistema Nacional de Creadores de Arte de México. Francisco Rebolledo falleció en Cuernavaca Morelos, México, el 17 de abril de 2025.

## Obras

### Novelas
- Rasero (1993)
- La ministra (1999)
- La mar del sur (2002)
- Amar a destiempo (2012)

### Cuentos
- Pastora y otras historias del abuelo (1997)

### Biografía
- Desde la barranca. Malcolm Lowry y México (2004)

### Divulgación científica
- La ciencia nuestra de cada día (2007)
- La ciencia nuestra de cada día, II (2012)

### Poesía
- La hija de Abba (2014)

### Como compilador
- Un mundo de bacterias (2014). Con Yoloxóchitl Sánchez y Alejandra Zayas.